# Esther Koplowitz
Esther María Koplowitz y Romero de Juseu (10 de agosto de 1947, Madrid), x marquesa de Cárdenas de Montehermoso, es una aristócrata, empresaria y filántropa española. Fue también viii marquesa de Casa Peñalver, vii marquesa de Campo Florido, vii condesa de Peñalver y marquesa consorte de Cubas, durante su matrimonio con Fernando Falcó, iii marqués de Cubas.

## Biografía

### Primeros años
Esther nació el 10 de agosto de 1947, en Madrid. Es la primogénita del matrimonio formado por Ernesto Koplowitz Sternberg, un empresario alemán de origen judío, y de Esther María Romero de Juseu y Armenteros, vii marquesa de Casa Peñalver, una aristócrata de origen cubano.
Su padre, originario de la Alta Silesia, llegó a España escapando de la Alemania nazi en la década de 1930 y se instaló definitivamente a principios de la década de 1940. Sus abuelos maternos fueron el médico José de Jesús Romero de Juseu y Lerroux (1885-1966), natural de Cabra, Córdoba, gran cruz de la orden de San Gregorio el Magno, caballero secreto de capa y espada, y de la Hermandad de Nuestra Señora de la Caridad de Illescas, y Doña María Josefa de Armenteros y Peñalver (1884-1970), vi marquesa de Casa Peñalver y vi marquesa de Cárdenas de Montehermoso, una aristócrata de la alta nobleza cubana, perteneciente a una de las familias nobles más importantes de Cuba, la de los Peñalver, cuyo linaje era originario de la villa de Peñalver y que se estableció en La Habana a partir del siglo xvii.
Ernesto Koplowitz había adquirido una pequeña empresa constructora, Construcciones y Reparaciones, a la que cambió el nombre por Construcciones y Contratas (Cycsa). Sus padres contrajeron matrimonio en 1946. En el momento del enlace, su padre ya contaba con dos hijos naturales: Ernesto e Isabel Clara Koplowitz Amores.
Esther tiene una hermana menor, Alicia Koplowitz, a la que ha estado muy unida durante toda su vida. Fueron alumnas del Liceo Francés de Madrid.
Su padre falleció a causa de un accidente de equitación en el Club de Campo Villa de Madrid, en 1962. En el momento de su muerte, Cycsa ya se había convertido en una próspera empresa.
En 1968, su madre falleció a consecuencia de un cáncer, por lo que Esther pasó a ser viii marquesa de Casa Peñalver. Un título al que tiene especial cariño y que la ha acompañado durante toda su vida hasta la correspondiente cesión del mismo en 2019, a su hija Esther Alcocer Koplowitz.

### Matrimonios
Esther Koplowitz se casó con Alberto Alcocer. Seis meses después, su hermana Alicia se casó con Alberto Cortina, primo y socio del primero. Los primos, conocidos como "los Albertos", entraron en Cycsa y reemplazaron a sus esposas en el consejo de administración de la compañía, del que formaban parte desde el fallecimiento por cáncer de su madre en 1968 (fecha en la que Ramón Areces, fundador de El Corte Inglés y amigo de la familia, accedió a la presidencia del grupo).
En 1972, "los Albertos" consiguieron el poder ejecutivo en la compañía, y comenzaron una etapa de diversificación y alianzas que llevó a una expansión incesante del grupo. En 1987, Ramón Areces dejó la compañía por discrepancias con ellos. Sin embargo, a finales de la década de 1980, ambos debieron abandonar la compañía, al solicitar el divorcio, con pocos días de diferencia, de ambas hermanas.
Fruto del matrimonio nacieron tres hijas: Esther, Alicia y Carmen. La pareja se divorció en 1990.
A principios de junio de 2003 volvió a contraer nupcias con Fernando Falcó, iii marqués de Cubas. de quien se divorció en 2009.

### Entrada en los negocios
En 1990, Esther y Alicia volvieron al consejo de administración de Cycsa, y establecieron un turno rotatorio al frente del poder ejecutivo de la compañía. En marzo de 1992, Cycsa y Focsa (Fomento de Construcciones), otro de los negocios constructores del grupo dirigido por las hermanas Koplowitz, del que Cycsa era el máximo accionista, se fusionaron, para formar FCC (Fomento de Construcciones y Contratas), la empresa más importante del sector en España. En 1998, Alicia Koplowitz decidió abandonar la compañía, y Esther le compró a su hermana su paquete accionarial en FCC (28,26 %) por una suma de 136 624 millones de pesetas. Cuatro meses después, vendió el 49 % de su participación en FCC al grupo francés Vivendi.
Es vicepresidenta primera y miembro del Consejo de Administración de FCC y vicepresidenta y miembro del consejo de administración de Cementos Portland Valderrivas. Y hasta agosto del año 2012 es consejera de la multinacional francesa Veolia Environnement.

### Coleccionismo
Aficionada al coleccionismo de arte, posee diversas obras importantes, de Goya, El Bosco, Tsuguharu Foujita y otros artistas. En agosto de 2001, 17 de estas pinturas fueron robadas de su domicilio, con la implicación de un empleado de seguridad de la casa. Entre los cuadros robados figuraban La caída y El columpio, de Goya, valorados cada uno entonces en 2000 millones de pesetas (12 millones de euros, aproximadamente) por fuentes de la investigación.

## Títulos nobiliarios
Tras la muerte de su madre, Esther María Romero de Juseu y Armenteros, vii marquesa de Casa Peñalver, heredó el marquesado y su hermana Alicia Koplowitz se subrogó al pleito que había iniciado su madre antes de fallecer, obteniendo finalmente en 1971, el marquesado del Real Socorro.
Esther y Alicia consiguieron en los tribunales de justicia varios títulos relacionados con el linaje de su familia materna, como el condado de San Fernando de Peñalver, para Alicia, y el condado de Peñalver para Esther. Además, su tío José Arturo Romero de Juseu y Armenteros, vii marqués de Cárdenas de Montehermoso, había conseguido en los tribunales el marquesado de Bellavista y el marquesado de Campo Florido, y tras su muerte en 1975, pasó a ostentarlos su tío Enrique Romero de Juseu, que posteriormente cedió dichos títulos a sus dos sobrinas, el de Bellavista para Alicia, y el de Campo Florido para Esther, dejando para sí el de Cárdenas de Montehermoso. 
Así, Esther obtuvo los títulos de marquesa de Casa Peñalver, marquesa de Campo Florido y condesa de Peñalver. Estos dos últimos los cedió a sus hijas Carmen Alcocer Koplowitz, actual condesa de Peñalver y Alicia Alcocer Koplowitz, marquesa de Campo Florido, siendo ésta desposeída del título, tras una larga batalla judicial por parte de María Elena de Cárdenas y González, una pariente lejana, quien tenía preferente y mejor derecho al título.
Los otros títulos familiares de marquesado de Cárdenas de Montehermoso y marquesado de Loja, están en posesión de sus primos Esther Romero de Juseu y Moreno, ix marquesa de Cárdenas de Montehermoso —que ha cedido el título a su prima Esther Koplowitz quien ha solicitado la sucesión en dicho título—, y Alfonso de Campos y Romero de Juseu, v marqués de Loja.

## Condecoraciones y premios
El 13 de julio de 2001, el Consejo de Ministros le otorga la Gran Cruz de la Orden del Mérito Civil por su trayectoria en el apoyo a obras sociales.
En noviembre de 2004, Rita Barbera nombra a Esther Koplowitz Hija Adoptiva de Valencia.
En enero del 2005 recibe el Premio Montblanc a la Mejor Directiva del Año.
El 11 de enero de 2005, recibe de manos del alcalde de Barcelona el Escudo de la Ciudad de Barcelona, en reconocimiento a la labor social de la Fundación Ayuda al Desvalido.
En enero de 2005, el director general de la Guardia Civil condecoró a Esther Koplowitz con la Cruz de Plata de la Orden del Mérito de la Guardia Civil.
En diciembre de 2006, Adecco le entrega su Premio Anual al Reconocimiento por su trabajo en acción social. El galardón fue entregado por el presidente de la Fundación Adecco, Emilio Zurutuza.
En junio de 2007, la Real Academia de la Historia le entrega su Medalla de Oro.
En septiembre de 2007, es nombrada Business Leader of the Year, por la Cámara de Comercio de España en EEUU, como Líder Empresarial del año.
En diciembre de 2007, recibe el premio Bilbotarra Goxua de la Asociación de Mujeres Empresarias y Profesionales siglo XXI de Bilbao.
El 23 de enero de 2008, la Reina doña Sofía impuso a Esther Koplowitz la Cruz de Oro de la Orden Civil de la Solidaridad Social.
En mayo de 2008, Esperanza Aguirre, en nombre del gobierno de la Comunidad de Madrid, la condecora con la Gran Cruz de la Sanidad Madrileña, la más alta condecoración sanitaria.
El 2 de octubre de 2008, es distinguida en los Premios IMSERSO Infanta Cristina en la categoría de “Premio al Mérito Social”. Le entregaron el galardón la propia Infanta Cristina y Mercedes Cabrera, exministra de Educación, Política Social y Deporte.
El 8 de octubre de 2008, recibe la Insignia de Oro y Brillantes de la Fundación de Huérfanos del Cuerpo Nacional de Policía de manos de su Presidente, Ignacio Conde.
En octubre de 2008, es galardonada con el XV Premio Blanquerna, que otorga la Generalidad de Cataluña, en reconocimiento a su contribución al desarrollo, la promoción, el conocimiento y la proyección de Cataluña.
En abril de 2009, es galardonada con la Medalla de Oro de la Comunidad de Madrid, máxima distinción que concede el Ejecutivo autonómico.
En enero de 2010, le conceden la Medalla de Plata del Consell Valenciá de Cultura.
En junio de 2012, es condecorada con la Cruz de la Orden de Caballero de la Legión de Honor de la República Francesa por su trayectoria empresarial y su filantropía.
En junio de 2012, es premiada con la Medalla de Oro de la Asociación Española de la Carretera (AEC), máximo galardón que concede esta entidad sin ánimo de lucro, dedicada a la defensa y promoción de las carreteras.
En mayo de 2013 el Consejo de Ministros le otorga la Gran Cruz de la Orden Civil al Mérito Ambiental.
En julio de 2013, el Ayuntamiento de Barcelona le entregan la Medalla de Oro al Mérito Científico e Investigación de la Ciudad de Barcelona.
En mayo de 2014, es condecorada con la Medalla de Honor de la Universidad Francisco de Vitoria por el Consejo de Dirección.
En octubre de 2014, recibe el Premio "Conde de Latores" a la Labor Humanitaria, del Cuerpo de la Nobleza del Principado de Asturias.
En noviembre de 2014 recoge la Medalla de Oro al Mérito en el Trabajo, siendo en esos días además distinguida como Dama del Real Cuerpo de la Nobleza del Principado de Asturias.
El 26 de diciembre de 2014 recibe la Gran Cruz de la Orden de Alfonso X El Sabio.
En diciembre de 2019, recibe el VI Premio Iberoamericano de Mecenazgo.
En 2020 recibe el VI Premio Iberoamericano de Mecenazgo.
En septiembre de 2023, le otorgan la Medalla de Honor de la Real Academia Nacional de Medicina (RANME).

## Fortuna
Según Forbes, en marzo de 2013, su fortuna era de 1000 millones de dólares, lo que la convertía en una de las personas más ricas de España.

## Fundaciones
El 13 de diciembre de 1999 puso en marcha una fundación con su nombre, Fundación Esther Koplowitz. Y en junio de 2013 fue nombrada presidenta de la Fundación Madrid Vivo.
WikiLeaks revela que Esther Koplowitz hizo donaciones a la organización conservadora Hazte Oír, que a su vez financia al partido Vox
.

## Ancestros
|  | |  |  |  |  |  |  |  |  |  |  |  |  |  |  |  |
|  | Salo Koplowitz |  |  |  |  |  |  |  |  |  |  |  |  |  |  |  |
|  | |  |  |  |  |  |  |  |  |  |  |  |  |  |  |  |
|  | |  |  |  |  |  |  |  |  |  |  |  |  |  |  |  |
|  | Jacob Wilhelm Koplowitz |  |  |  |  |  |  |  |  |  |  |  |  |  |  |  |
|  | |  |  |  |  |  |  |  |  |  |  |  |  |  |  |  |
|  | |  |  |  |  |  |  |  |  |  |  |  |  |  |  |  |
|  | Henriette Tichauer |  |  |  |  |  |  |  |  |  |  |  |  |  |  |  |
|  | |  |  |  |  |  |  |  |  |  |  |  |  |  |  |  |
|  | |  |  |  |  |  |  |  |  |  |  |  |  |  |  |  |
|  | Ernesto Koplowitz Sternberg |  |  |  |  |  |  |  |  |  |  |  |  |  |  |  |
|  | |  |  |  |  |  |  |  |  |  |  |  |  |  |  |  |
|  | |  |  |  |  |  |  |  |  |  |  |  |  |  |  |  |
|  | Clara Sternberg |  |  |  |  |  |  |  |  |  |  |  |  |  |  |  |
|  | |  |  |  |  |  |  |  |  |  |  |  |  |  |  |  |
|  | |  |  |  |  |  |  |  |  |  |  |  |  |  |  |  |
|  | Esther María Koplowitz y Romero de Juseu, viii marquesa de Casa Peñalver, x marquesa de Cárdenas de Montehermoso, vii marquesa de Campo Florido y vii condesa de Peñalver |  |  |  |  |  |  |  |  |  |  |  |  |  |  |  |
|  | |  |  |  |  |  |  |  |  |  |  |  |  |  |  |  |
|  | |  |  |  |  |  |  |  |  |  |  |  |  |  |  |  |
|  | Julio José Romero de Juseu |  |  |  |  |  |  |  |  |  |  |  |  |  |  |  |
|  | |  |  |  |  |  |  |  |  |  |  |  |  |  |  |  |
|  | |  |  |  |  |  |  |  |  |  |  |  |  |  |  |  |
|  | José de Jesús Romero de Juseu y Lerroux |  |  |  |  |  |  |  |  |  |  |  |  |  |  |  |
|  | |  |  |  |  |  |  |  |  |  |  |  |  |  |  |  |
|  | |  |  |  |  |  |  |  |  |  |  |  |  |  |  |  |
|  | Juliana Lerroux y Ballesteros |  |  |  |  |  |  |  |  |  |  |  |  |  |  |  |
|  | |  |  |  |  |  |  |  |  |  |  |  |  |  |  |  |
|  | |  |  |  |  |  |  |  |  |  |  |  |  |  |  |  |
|  | Esther María Romero de Juseu y Armenteros, vii marquesa de Casa Peñalver                                                                                                  |  |  |  |  |  |  |  |  |  |  |  |  |  |  |  |
|  | |  |  |  |  |  |  |  |  |  |  |  |  |  |  |  |
|  | |  |  |  |  |  |  |  |  |  |  |  |  |  |  |  |
|  | Pedro Armenteros y del Castillo |  |  |  |  |  |  |  |  |  |  |  |  |  |  |  |
|  | |  |  |  |  |  |  |  |  |  |  |  |  |  |  |  |
|  | |  |  |  |  |  |  |  |  |  |  |  |  |  |  |  |
|  | Ricardo Adriano Armenteros y Ovando |  |  |  |  |  |  |  |  |  |  |  |  |  |  |  |
|  | |  |  |  |  |  |  |  |  |  |  |  |  |  |  |  |
|  | |  |  |  |  |  |  |  |  |  |  |  |  |  |  |  |
|  | Adela Ovando y Duarte |  |  |  |  |  |  |  |  |  |  |  |  |  |  |  |
|  | |  |  |  |  |  |  |  |  |  |  |  |  |  |  |  |
|  | |  |  |  |  |  |  |  |  |  |  |  |  |  |  |  |
|  | María Josefa Armenteros de Peñalver, vi marquesa de Casa Peñalver y vi marquesa de Cárdenas de Montehermoso                                                               |  |  |  |  |  |  |  |  |  |  |  |  |  |  |  |
|  | |  |  |  |  |  |  |  |  |  |  |  |  |  |  |  |
|  | |  |  |  |  |  |  |  |  |  |  |  |  |  |  |  |
|  | Sebastián José de Peñalver y Peñalver, iv marqués de Casa Peñalver |  |  |  |  |  |  |  |  |  |  |  |  |  |  |  |
|  | |  |  |  |  |  |  |  |  |  |  |  |  |  |  |  |
|  | |  |  |  |  |  |  |  |  |  |  |  |  |  |  |  |
|  | María de los Desamparados de Peñalver y Cárdenas, v marquesa de Casa Peñalver                                                                                             |  |  |  |  |  |  |  |  |  |  |  |  |  |  |  |
|  | |  |  |  |  |  |  |  |  |  |  |  |  |  |  |  |
|  | |  |  |  |  |  |  |  |  |  |  |  |  |  |  |  |
|  | María Josefa de Cárdenas y Armenteros |  |  |  |  |  |  |  |  |  |  |  |  |  |  |  |
|  | |  |  |  |  |  |  |  |  |  |  |  |  |  |  |  |
|  | |  |  |  |  |  |  |  |  |  |  |  |  |  |  |  |

| Predecesor: Esther Romero de Juseu y Moreno      | Marquesa de Cárdenas de Montehermoso 2023-Actual | Sucesor: En el cargo              |
| Predecesor: Esther Romero de Juseu y Armenteros  | Marquesa de Casa Peñalver 1969-2019              | Sucesor: Esther Alcocer Koplowitz |
| Predecesor: Enrique Romero de Juseu y Armenteros | Marquesa de Campo Florido 1984-2003              | Sucesor: Alicia Alcocer Koplowitz |
| Predecesor: María de los Dolores Bassave         | Condesa de Peñalver 1988-2006                    | Sucesor: Carmen Alcocer Koplowitz |
| Predecesor: Marta Chávarri                       | Marquesa consorte de Cubas 2003-2009             | Sucesor: Isabelle Junot           |